# دفاتر راتمان
دفاتر راتمان هي رواية قصيرة عام 1968 لستيفن جيلبرت. إنه يتميز بشخص غير ملائم اجتماعيًا لم يذكر اسمه والذي يرتبط بالفئران بشكل أفضل من ارتباطه بالبشر. كان أساس فيلم ويلارد عام ١٩٧١، وتكملة فيلم بن عام ١٩٧٢،  وإعادة إنتاج الفيلم الأصلي عام ٢٠٠٣. بعد إصدار الفيلم الأصلي، أعيد إصدار الكتاب وأعيد تسميته ويلارد .

## العقدة
تم تعيين الكتاب كسلسلة من إدخالات دفتر اليومية، حيث يتنقل الراوي الذي لم يذكر اسمه ذهابًا وإيابًا بين حياته مع الفئران وعمله، في وظيفة منخفضة المستوى في شركة كان والده يمتلكها. في هذه المداخل، يتحدث الشاب عن الكراهية التي يشعر بها تجاه رئيسه، وضغوط رعاية والدته المسنة، وهي فتاة لا اسم لها، ويُغرم قبل كل شيء بعائلات الفئران التي أقام صداقة معها والتي يستخدمها من أجل الشركة. والرفقة.
في النهاية، يقوم الشاب بتدريب الفئران على القيام بأشياء له. المفضل لديه هو فأر أجوتي بيركشاير (لون الجرذ البري الطبيعي، فقط مع وجود علامات بيضاء على البطن، والذي تم تصويره في الفيلم على أنه فأر أبيض) والذي يسميه «سقراط». منافس سقراط هو «بن»، فأر كبير ينمو الراوي ليحتقره عندما يرفض الاستماع إليه. يستخدم الشاب الفئران للانتقام من رئيسه في العمل وإحداث فوضى بين أصحاب المتاجر المحليين وأصحاب المنازل الذين سرقهم بمساعدة جرذانه. أصبحت عمليات السطو التي قام بها «راتمان» ضجة كبيرة في الصحف في المنطقة والرجل يكسب قدرًا كبيرًا من المال لنفسه وللفتاة التي يغازلها في العمل. بعد وفاة والدته يرث الشاب المنزل.
عندما قُتل سقراط في مكان عمل الشاب على يد رئيسه السيد جونز، أجبر على استخدام بن في مغامراته الإجرامية. لقد وضع خطة لقتل الجرذان السيد جونز، للانتقام لموت سقراط. ثم هجر كل الفئران في مسرح الجريمة، وتخلص من ذلك الجزء من حياته. في النهاية، بينما تتجه علاقته بفتاة المكتب نحو الزواج، يعود بن ومستعمرته، ويطاردون الفتاة خارج المنزل ويحاصرون الشاب في العلية.
ينتهي الكتاب بالشاب وهو يخربش بجنون في دفتر يومياته عن الفئران التي تقضم باب العلية.

## الطُبع
في عام 2013، أعادت Valancourt Books طباعة Ratman's Notebooks في غلاف ورقي مع مقدمة من مؤلف الرعب كيم نيومان.

## روابط خارجية
- دفاتر راتمان في كتب فالانكور